# Superliga 2013
La Superliga 2013 è la 9ª edizione del campionato di football americano di primo livello, organizzato dalla SAAF.

## Squadre partecipanti
| Club                  | Città             | Stadio | Sponsor ufficiale | Risultato nella stagione 2012 |
| --------------------- | ----------------- | ------ | ----------------- | ----------------------------- |
| Belgrade Blue Dragons | Belgrado          |        |                   |                               |
| Beograd Vukovi        | Belgrado          |        |                   |                               |
| Kragujevac Wild Boars | Kragujevac        |        |                   |                               |
| Kraljevo Royal Crowns | Kraljevo          |        |                   |                               |
| Niš Imperatori        | Niš               |        |                   |                               |
| Novi Sad Dukes        | Novi Sad          |        |                   |                               |
| Pančevo Panthers      | Pančevo           |        |                   |                               |
| Sirmium Legionaries   | Sremska Mitrovica |        |                   |                               |

## Stagione regolare

### Calendario

#### 1ª giornata
| 31 marzo 2013 | Beograd Vukovi | 37 – 0 referto | Sirmium Legionaries |  |

| 31 marzo 2013 | Niš Imperatori | 17 – 33 referto | Kragujevac Wild Boars |  |

| 31 marzo 2013 | Pančevo Panthers | 19 – 25 referto | Belgrade Blue Dragons |  |

#### 2ª giornata
| 6 aprile 2013 | Novi Sad Dukes | 23 – 12 referto | Belgrade Blue Dragons |  |

| 6 aprile 2013 | Beograd Vukovi | 41 – 14 referto | Kragujevac Wild Boars |  |

| 7 aprile 2013 | Sirmium Legionaries | 20 – 34 referto | Pančevo Panthers |  |

#### Recuperi 1
| 13 aprile 2013 | Niš Imperatori | 34 – 14 referto | Kraljevo Royal Crowns |  |

#### 3ª giornata
| 20 aprile 2013 | Belgrade Blue Dragons | 48 – 21 referto | Niš Imperatori |  |

| 21 aprile 2013 | Sirmium Legionaries | 45 – 6 | Kragujevac Wild Boars |  |

| 21 aprile 2013 | Kraljevo Royal Crowns | 0 – 56 referto | Beograd Vukovi |  |

| 21 aprile 2013 | Pančevo Panthers | 14 – 31 | Novi Sad Dukes |  |

#### Recuperi 2
| 28 aprile 2013 | Kraljevo Royal Crowns | 12 – 19 referto | Novi Sad Dukes |  |

#### 4ª giornata
| 12 maggio 2013, ore 14:00 | Niš Imperatori | 40 – 37 referto | Pančevo Panthers |  |

| 12 maggio 2013, ore 16:00 | Kragujevac Wild Boars | 35 – 0 referto | Kraljevo Royal Crowns |  |

| 12 maggio 2013, ore 16:30 | Sirmium Legionaries | 7 – 21 referto | Novi Sad Dukes |  |

| 12 maggio 2013, ore 21:30 | Beograd Vukovi | 53 – 6 referto | Belgrade Blue Dragons |  |

#### 5ª giornata
| 18 maggio 2013 | Kraljevo Royal Crowns | 20 – 16 referto | Sirmium Legionaries |  |

| 19 maggio 2013 | Belgrade Blue Dragons | 12 – 32 referto | Kragujevac Wild Boars |  |

| 19 maggio 2013 | Pančevo Panthers | 0 – 44 referto | Beograd Vukovi |  |

| 19 maggio 2013 | Novi Sad Dukes | 65 – 21 referto | Niš Imperatori |  |

#### 6ª giornata
| 1º giugno 2013 | Sirmium Legionaries | 18 – 12 referto | Niš Imperatori |  |

| 1º giugno 2013 | Kragujevac Wild Boars | 37 – 12 referto | Pančevo Panthers |  |

| 2 giugno 2013 | Beograd Vukovi | 14 – 34 referto | Novi Sad Dukes |  |

| 2 giugno 2013 | Kraljevo Royal Crowns | 12 – 26 referto | Belgrade Blue Dragons |  |

#### 7ª giornata
| Pančevo 15 giugno 2013 | Pančevo Panthers | 21 – 22 (8-0 7-14 6-8 0-0) referto                                                                                   | Kraljevo Royal Crowns | SRC "Mladost" (600 spett.) |
| Milenković Q1 ( TD ) 1yd run Milenković Q1 ( tpc ) Bošnjak Q2 ( TD ) 50yd pass from Kosanović Matić Q2 ( pat ) Dedić Q3 ( TD ) 20yd run Marcatori Terzić Q2 ( TD ) 1yd run Kenanov Q2 ( tpc ) Đurić Q1 ( TD ) 50yd pass from Pejković Terzić Q3 ( TD ) 1yd run Terzić Q3 ( tpc ) |                  | |                       |                            |
| |                  | |                       |                            |
| Milenković Q1 (TD) 1yd run Milenković Q1 (tpc) Bošnjak Q2 (TD) 50yd pass from Kosanović Matić Q2 (pat) Dedić Q3 (TD) 20yd run | Marcatori        | Terzić Q2 (TD) 1yd run Kenanov Q2 (tpc) Đurić Q1 (TD) 50yd pass from Pejković Terzić Q3 (TD) 1yd run Terzić Q3 (tpc) |                       |                            |

| 16 giugno 2013 | Belgrade Blue Dragons | 32 – 12 referto | Sirmium Legionaries |  |

| 2 giugno 2013 | Novi Sad Dukes | 32 – 7 referto | Kragujevac Wild Boars |  |

| 2 giugno 2013 | Niš Imperatori | 32 – 68 referto | Beograd Vukovi |  |

### Classifica
La classifica della regular season è la seguente:
- PCT = percentuale di vittorie, G = partite giocate, V = partite vinte,  P = partite perse, PF = punti fatti, PS = punti subiti

| Pos. | Squadra               | PCT   | G | V | N | P | PF  | PS  |
| ---- | --------------------- | ----- | - | - | - | - | --- | --- |
| 1    | Beograd Vukovi        | 1.000 | 7 | 7 | 0 | 0 | 347 | 82  |
| 2    | Novi Sad Dukes        | .857  | 7 | 6 | 0 | 1 | 221 | 121 |
| 3    | Kragujevac Wild Boars | .714  | 7 | 5 | 0 | 2 | 186 | 121 |
| 4    | Belgrade Blue Dragons | .429  | 7 | 3 | 0 | 4 | 155 | 178 |
| 5    | Niš Imperatori        | .285  | 7 | 2 | 0 | 5 | 177 | 283 |
| 6    | Pančevo Panthers      | .285  | 7 | 2 | 0 | 5 | 143 | 213 |
| 7    | Kraljevo Royal Crowns | .285  | 7 | 2 | 0 | 5 | 80  | 207 |
| 8    | Sirmium Legionaries   | .143  | 7 | 1 | 0 | 6 | 80  | 184 |

## Playoff

### Tabellone
|  | Semifinali | Semifinali            | Semifinali |                       |   | IX Serbian Bowl | IX Serbian Bowl | IX Serbian Bowl |  |
|  |            |                       |            |                       |   |                 |                 |                 |  |
|  | 1          | Beograd Vukovi        | 59         |                       |   |                 |                 |                 |  |
|  | 1          | Beograd Vukovi        | 59         |                       |   |                 |                 |                 |  |
|  | 4          | Belgrade Blue Dragons | 12         |                       |   |                 |                 |                 |  |
|  | 4          | Belgrade Blue Dragons | 12         |                       | 1 | Beograd Vukovi  | 42              |                 |  |
|  |            |                       |            |                       | 1 | Beograd Vukovi  | 42              |                 |  |
|  |            |                       | 3          | Kragujevac Wild Boars | 0 |                 |                 |                 |  |
|  | 2          | Novi Sad Dukes        | 3          | Kragujevac Wild Boars | 0 | 6               |                 |                 |  |
|  | 2          | Novi Sad Dukes        |            |                       |   |                 |                 |                 |  |
|  | 3          | Kragujevac Wild Boars | 29         |                       |   |                 |                 |                 |  |

### Semifinali
| 22 giugno 2013 | Beograd Vukovi | 59 – 12 | Belgrade Blue Dragons |  |

| 23 giugno 2013 | Novi Sad Dukes | 6 – 29 | Kragujevac Wild Boars |  |

### IX Serbian Bowl
| 7 luglio 2013 | Beograd Vukovi | 42 – 0 | Kragujevac Wild Boars |  |

## Verdetti
- Beograd Vukovi Campioni della Serbia 2013
- Kraljevo Royal Crowns e  Sirmium Legionaries retrocessi in Prva Liga